# Assi Rahbani
Assi Rahbani (En árabe: عاصي الرحباني , 4 de mayo de 1923, Antelias, Líbano – 21 de junio de 1986, Beirut, Líbano). Fue un músico, compositor, productor y activista político libanés que durante mediados del siglo XX integró la dupla artística junto con sus hermanos Mansour Rahbani, y posteriormente Elias Rahbani, llamada los "Hermanos Rahbani". Assi Rahbani junto a su Hermano son los creadores de los mayores éxitos musicales, tanto en cine, teatro, y televisión, de la afamada cantante Fairuz, quien en la vida personal también fuera su cónyuge, y fruto de ese matrimonio es padre del reconocido compositor libanés, Ziad Rahbani. También es el compositor de grandes éxitos de los afamados cantantes: Sabah Fighali, Wadih Al Safi, Nasri Shamseddin y Melhem Barakat, quienes integraban la recordada "Troupe Rahbani", entre muchos más.

## Biografía
Assi Rahbani, nació el 4 de mayo de 1923, en la localidad de Antelias, Líbano. Hijo de Hanna Bin Elias Rahbani, quien creció en los bosques de cedros de su Líbano, los que le servirían de inspiración para muchas de sus obras. Su carrera la inicio en la década de 1950 en la emisora radial "Al-Sahrq Al'adnaa" (árabe:  إذاعة الشرق الأدنى) en donde conoce e inicia su amistad con los artistas y colegas: Philemon Wehbe, Halim El Roumi (Padre de la cantante Majida El Roumi), Nicola Al-Mani, Sami Al-Sidawi, Zaki Nassif. La emisora "Al-Sahrq Al'adnaa" bajo la dirección de Sabri Al Sharif luego pasaría a llamarse la radio oficial del Líbano.

### Inicios
En 1951, Halim El Roumi, el director musical de la radio, le encomienda a Assi Rahbani que componga una canción para una de las cantantes del coro de la radio llamada "Nouhad Haddad", dicha joven es quien en el futuro asumiría el nombre de Fairuz. Assi, compuso su primera canción para ella llamada "Itab" (Culpa). Halim El Roumi, asiste a esa grabación quedando muy conforme, así que le solicita a Assi Rahbani y su hermano Mansour, que le compongan a Fairuz otro grupo de canciones. El trío artístico de Fairuz, Assi Rahbani y Mansour Rahbani compusieron para la estación radial un total de 50 canciones originales, todas de gran éxito en la audiencia. En 1956 durante la crisis de Suez, conocida como Guerra del Sinaí, los hermanos Rahbani junto con Fairuz abandonaron la estación radial debido a su presunto sesgo y propaganda antiárabe en su cobertura de la crisis. De aquí en adelante los "Hermanos Rahbani" y Fairuz se convirtieron en un grupo musical independiente, iniciando así, un sinnúmero de obras musicales en colaboración con otros artistas. Los hermanos Rahbani compusieron la mejor música y letras para Fairuz convirtiéndose en uno de los miembros más destacados del mercado de la música libanesa y Medio Oriente. La consagración llegaría en 1957 actuando por primera vez en el Festival Internacional de Baalbeck.

### Salto a la fama
En la década de 1960, los hermanos Rahbani se habían convertido en una de las figuras musicales más famosas del mundo árabe, y su trabajo fue apreciado por muchos cantantes árabes. Además de las producciones que presentaron a Fairuz, también escribieron y dirigieron cientos de producciones teatrales y de televisión. Assi Rahbani también coprotagonizó con Fairuz en las películas libanesas "Safar Barlek" ( El Exilio , 1967) y "Bint El-Hares" ( La hija del guardián , 1968).
La radio y la televisión se convirtieron en los principales medios a través de los cuales se difundió su música. Assi y Mansour también comenzaron a escribir musicales, obras de teatro con diálogos musicales e interpretaciones de temas patrióticos que atrajeron al público libanés.
Los musicales se centraron principalmente en la vida del pueblo, la inocencia de crecer, los problemas del amor, el cuidado de los padres y las travesuras de la juventud. Uno de ellos se convirtió en una película, "Biyuya el Khawatem" ( El vendedor de anillos, 1973 ) dirigida por el director de cine egipcio Youssef Chahine.

### Década de 1970 y guerra civil libanesa
Durante la década de 1970, las ventas combinadas del trío, Hermanos Rahbani - Fairuz, superaron todos los récords de ventas debido a la exposición internacional de su música. Los hermanos Rahbani también lanzaron las carreras de artistas que primero trabajaron como cantantes de reparto para Fairuz o actuaron en sus musicales; muchos de ellos se convirtieron en importantes figuras en la industria de la música árabe, como: Georgette Sayegh, Najat Al Saghira , Sabah Fighali , Wadih Al Safi , Melhem Barakat, Nasri Shamseddin y Huda Haddad, la hermana menor de Fairuz, fueron los protegidos más prominentes de los hermanos Rahbani.
Fairuz, Assi y Mansour fueron presentados al mundo occidental durante su gira de 1971 por los Estados Unidos. Inicialmente, los gerentes y organizadores de eventos en los Estados Unidos dudaron de la popularidad y el poder de atracción de Fairuz y los hermanos Rahbani. Sin embargo, después de un concierto del 6 de junio de 1971 en el Carnegie Hall agotado, Fairuz demostró que podía ser una artista viable en el extranjero. Después de cuatro meses de gira por los Estados Unidos, Canadá y México, el trío regresó a Beirut, donde Assi y Mansour comenzaron a trabajar en el musical "Al Mahatta" (La Estación) y un programa de televisión llamado "Al Mawasem" ( Estaciones) protagonizado por Huda Haddad.
El 22 de septiembre de 1972, Assi Rahbani sufrió una hemorragia cerebral y fue trasladada de urgencia al hospital. Los fanáticos se agolparon afuera del hospital rezando por él y encendiendo velas. Después de tres cirugías, la hemorragia cerebral de Assi se detuvo. Ziad Rahbani , el hijo mayor de Fairuz y Assi, a los 16 años, decidió hacerse cargo de la composición de su padre para el musical "Saaloui n'Nass" (La gente me preguntó). Tres meses después de sufrir la hemorragia, Assi asistió a la presentación principal del musical en el "Teatro Piccadilly" en la calle Hamra . Elias Rahbani , el hermano menor de Assi, se hizo cargo de la orquestación y el arreglo musical para la actuación.
Luego de un año de su recuperación, Assi había vuelto a componer y escribir con su hermano. Continuaron produciendo musicales, que se volvieron cada vez más políticos. Después de que estalló la guerra civil libanesa , los hermanos continuaron usando la sátira política y fuertes críticas en sus obras. En 1977, su musical "Petra" se mostró en las zonas musulmanas occidentales y cristianas orientales de Beirut .
En 1978, el trío recorrió Europa y las naciones del Golfo, incluido un concierto en el Olympia de París. Como resultado de esta apretada agenda, la salud médica y mental de Assi comenzó a deteriorarse. Fairuz y los hermanos acordaron terminar su relación profesional en 1979. A partir de allí, Fairuz, comenzó a trabajar con un equipo de producción dirigido por su hijo, Ziad Rahbani , mientras que Assi y Mansour compusieron para otros artistas como Ronza.

### Década de 1980 y muerte
Assi y Mansour Rahbani continuaron componiendo musicales para Ronza y Fadia Tanb El-Hage (la hermana de Ronza). Volvieron a hacer su musical "Al Sha'khs" (La Persona), que habían interpretado por primera vez con Fairuz a principios de la década de 1970. Las canciones fueron regrabadas con la voz de Ronza; La producción contó con un pequeño papel interpretado por Rima Rahbani, la hija de Fairuz y Assi.
El 21 de junio de 1986, Assi Rahbani murió después de pasar varias semanas en coma. La nación libanesa se puso de luto. Fue sepultado en el este de Beirut llevado por una procesión de familiares y admiradores. Su legado musical es parte fundamental de la historia cultural del Líbano como así también sus enseñanzas políticas sobre el amor por la patria, y la unión de los credos sin distinción alguna acobijados bajo el manto de una misma nación.

## Vida personal
Assi Rahbani contrajo matrimonio con Nouhad Haddad (Fairuz) en 1954. Fruto de ese matrimonio tuvieron cuatro hijos: Ziad Rahbani, Layal, Hali y Rima. En 2014, esta última realizó un homenaje audiovisual a su padre con la voz de su madre, Fairuz, cantando el Ave María.

## Distinciones
- 1957 La Medalla de oro al Mérito libanés, luego de los festivales de Baalbek.
- 1966 Premio del poeta Saeed Akl, por la obra "Ayam Fakhr El Din".
- 1968 Orden del Mérito Sirio, primera clase, durante el mes de septiembre.
- 1985 Medalla libanesa de cedro con el rango de oficial superior, en su casa en Rabieh, durante el mes de diciembre.[12]

## Filmografía

### Como compositor
- 1964 Fatinat al jamahir
- 1966 Safar barlek
- 1968 Thalath Nessa
- 1968 Bint El-Hares
- 1973 Biya el-Khawatim

### Como escritor
- 1966 Safar barlek
- 1968 Bint El-Hares
- 1973 Biya el-Khawatim

### Como actor
- 1966 Safar barlek
- 1968 Bint El-Hares[13]